# Nockentrommel

Nockentrommel (rot) eines Sternmotors (Animation)

Die Nockentrommel, auch Nockenscheibe oder Nockenring genannt, dient bei ventilgesteuerten Viertakt-Sternmotoren der Ventilsteuerung und entspricht der Nockenwelle bei einem konventionellen Hubkolbenmotor.

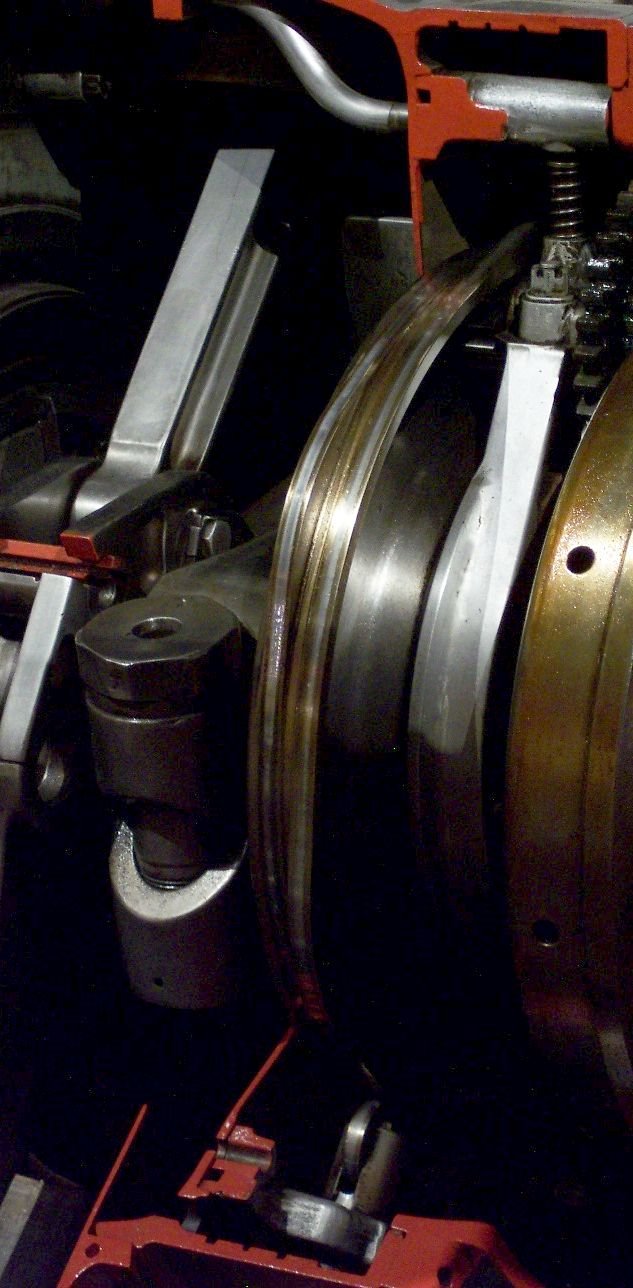
Nockentrommel eines Sternmotors

Es handelt sich um ein ring- oder scheibenförmiges Bauteil, das konzentrisch zur Kurbelwelle des Motors im Motorgehäuse angeordnet ist und von der Kurbelwelle über ein Untersetzungsgetriebe angetrieben wird, wobei es sich, je nach Konstruktion, im gleichen oder im entgegengesetzten Sinn wie die Kurbelwelle drehen kann. Es trägt an seinem äußeren Umfang die Nockenbahnen mit den Betätigungsnocken für die Ventile, die in zwei hintereinanderliegenden Ebenen angeordnet sind, eine für die Einlass-, die andere für die Auslassventile. Die Weiterleitung der Steuerbewegungen an die Ventile erfolgt in der Regel durch auf den Nockenbahnen laufende Rollenstößel, Stoßstangen und Kipphebel. Die Nockentrommel kann sowohl vor als auch hinter den Zylindern angeordnet sein. Bei Mehrfachsternmotoren benötigt jeder Stern eine eigene Nockentrommel. Diese Anordnung wurde erstmals in Umlaufmotoren verwendet, bei denen in der Regel nur die Auslassventile über Stoßstangen gesteuert wurden, so dass nur ein (feststehender) Ring mit einer einzigen Nockenebene benötigt wurde.
Im Gegensatz zu einer herkömmlichen Nockenwelle, die im Regelfall mit halber Kurbelwellendrehzahl läuft und dabei pro Ventil eine einzige Nockenerhebung über dem Grundkreis hat, können auf dem Umfang der Nockentrommel mehrere Nockenerhebungen in gleichmäßigem Abstand vorhanden sein. Dies erfordert abweichende Untersetzungsverhältnisse: die Untersetzung der Nockentrommel beträgt bei gleichsinnigem Lauf 1:(z+1), wobei z die Zahl der Zylinder ist, bzw. 1:(z-1), wenn sie entgegengesetzt dreht. Das heißt, bei einem Sternmotor wie dem Siemens Sh 14 mit sieben Zylindern und gleichsinnig drehender Nockentrommel ist sie 1:8. Die Zahl der Nocken beträgt in diesem Fall je vier für die Einlass- und die Auslasssteuerung.
Beim Motor BMW 132 mit neun Zylindern und entgegengesetzt drehender Nockentrommel beträgt die Untersetzung nach der obigen Formel ebenfalls 1:8 und die Zahl der Nocken auch nur je vier. 
Die Notwendigkeit einer Nockentrommel ergibt sich aus der Besonderheit, dass beim Sternmotor alle Zylinder in einer Ebene, aber mit unterschiedlichen Winkeln radial um das Kurbelgehäuse und der Rotationsachse der Kurbelwelle angeordnet sind. Die konzentrische Nockentrommel ermöglicht mit einem einzigen Bauteil weitgehend geradlinige, bei allen Zylindern gleich lange Ansteuerungen zwischen den Nockenbahnen und den Zylinderköpfen mit den Kipphebeln und Ventilen; ohne Nockentrommel müsste eine der Zylinderzahl entsprechende Anzahl von Einzelnockenwellen mit den dazugehörigen Antriebs-Zahnradsätzen um die Kurbelwelle herum angeordnet werden.